# Letalonosilke razreda Krečjet
Razred Krečjet (rusko Проект 1143 Кречет, Projekt 1143 Krečjet – arktični sokol) je razred štirih letalonosilk/letalonosilnih križark, ki so bile zgrajene v Sovjetski zvezi za Sovjetsko vojno mornarico. Bile so prve sovjetske letalonosilke za zrakoplove s fiksnimi krili, sicer so na njej tudi za rotorski zrakoplovi – helikopterji. Poleg tega so bile oborožene tudi s protiladijskimi raketami, protiletalskimi raketami in torpedi.
Kijev in Admiral Gorškov sta bila del Severne flote, Minsk in Novorossijsk pa del Tihooceanske flote.
Konec 60. let 20. stoletja je po prizadevanjih maršala Dmitrija Fjodoroviča Ustinova Sovjetska zveza začela z konstrukcijo nove protipodmorniške ladje z letalsko oborožitvijo. Posledično je bila 2. septembra 1968 sprejeta vladna uredba 685-251 o prekinitvi gradnje nosilk helikopterjev razreda Kondor in začetku gradnje protipodmorniške križarke projekta 1143 Krečjet z letalsko oborožitvijo. Nevski projektno-konstruktorski biro je razvil več konstrukcijskih različic ladje, od katerih je bil projekt, ki je bil najbolj kompatibilen s projektom Kondor, sprejet 30. aprila 1970.

## Enote
| Ime                         | Projekt     | Ime po                     | Gredelj položen    | Splavljena         | Predana            | Stanje                                                     |
| --------------------------- | ----------- | -------------------------- | ------------------ | ------------------ | ------------------ | ---------------------------------------------------------- |
| Kijev                       | 1143        | Kijev                      | 21. julij 1970     | 26. december 1972  | 28. december 1975  | Leta 1996 prodana kitajskemu podjetju v Tjandžinu za hotel |
| Minsk                       | 1143        | Minsk                      | 28. december 1972  | 30. september 1975 | 27. september 1978 | Leta 1995 prodana Kitajski za muzej                        |
| Novorossijsk                | 11433/1143M | Novorusisk                 | 30. september 1975 | 26. december 1978  | 14. september 1982 | Razrezana v Pohangu leta 1997                              |
| Podrazred Baku              |             |                            |                    |                    |                    |                                                            |
| Admiral Gorškov (prej Baku) | 11434       | Sergej Georgijevič Gorškov | 17. februar 1978   | 1. april 1982      | 11. december 1987  | Prodana Indiji 2004, zdaj Vikramaditja                     |